# José Luis Morales Martín
No confundir con José Luis Morales Nogales
José Luis Morales Martín (Madrid, España, 2 de agosto de 1973) es un exfutbolista español que jugaba como delantero.

## Trayectoria
Debutó en febrero de 1994 con el Real Madrid C. F. de Benito Floro en un partido contra el R. C. Deportivo de La Coruña en el que marcó el gol de la victoria de su equipo con un disparo de chilena.
Tras ser cedido a clubes como el Real Sporting de Gijón y el R. C. D. Mallorca, jugó 3 temporadas en el C.D. Logroñes, continuó su carrera en los Estados Unidos para formar parte del New England Revolution. Posteriormente, vistió la camiseta del Real Jaén C. F., la R. S. Gimnástica de Torrelavega, el C. D. Santa Clara de la Segunda División de Portugal, el Palamós C. F. y el C. D. Móstoles. En este último solicitó la invalidez al lesionarse la rodilla derecha y  dañarse de gravedad el cartílago, lo cual le impedía la flexión completa de la rodilla y le causaba fuertes dolores.
En 2013 empezó a colaborar en Real Madrid TV como comentarista y tertuliano. Además, jugó en los equipos de fútbol indoor y de veteranos del Real Madrid.

## Clubes
| Club                            | País           | Año       |
| ------------------------------- | -------------- | --------- |
| Real Madrid C. F. "B"           | España         | 1993-1994 |
| Real Sporting de Gijón          | España         | 1994-1995 |
| R. C. D. Mallorca               | España         | 1995-1996 |
| C. D. Logroñés                  | España         | 1996-1999 |
| C. D. Numancia de Soria         | España         | 1999-2000 |
| U. D. Salamanca                 | España         | 2000      |
| New England Revolution          | Estados Unidos | 2000-2001 |
| Real Jaén C. F.                 | España         | 2001      |
| R. S. Gimnástica de Torrelavega | España         | 2001-2002 |
| C. D. Santa Clara               | Portugal       | 2002      |
| Palamós C. F.                   | España         | 2002-2003 |
| C. D. Móstoles                  | España         | 2003-2004 |